# Itonia
Itonia is een geslacht van vlinders van de familie spinneruilen (Erebidae), uit de onderfamilie Calpinae.

## Soorten
- I. intrahens Walker, 1858
- I. lentisinua Hampson, 1926
- I. lignaris Hübner, 1823
- I. opistographa Guenée, 1852
- I. percutiens Walker, 1858
- I. xylina Herrich-Schäffer, 1869